# Oświata w Wolanowie
Oświata w Wolanowie – historia szkół w Wolanowie od szkoły podstawowej założonej w 1893 do istniejącej od 29 września 2020 Publicznej Szkoły Podstawowej im. Jana Pawła II.

## Historia do 1945 roku
W 1893 roku uruchomiono szkołę początkową. W 1905 roku powstała szkolna biblioteka. W latach międzywojennych funkcjonowała tu szkoła z klasami I – III oraz z klasą wstępną. Lekcje odbywały się w jednoizbowym budynku pod kierunkiem jednego nauczyciela, najprawdopodobniej mieszkającego w tym samym budynku, bo takie rozwiązania wtedy często funkcjonowały. Budynek ten spłonął 1945 roku. W 1935 roku rozpoczęto budowę nowej szkoły, do 1939 roku ukończono dwie sale lekcyjne. Istniała wtedy siedmioklasowa szkoła podstawowa. Zajęcia odbywały się w dwu nowo oddanych salach, w wynajętych izbach oraz w starym budynku szkolnym.

## Okres powojenny
W okresie powojennym szkoła podstawowa w Wolanowie o strukturze siedmio-, a potem ośmioklasowej mieściła się w dziesięciu salach lekcyjnych. Poprawa uciążliwych warunków nauczania nastąpiła po 1998 roku. Nowe władze samorządowe Gminy Wolanów zdecydowały o budowie nowej szkoły. Inwestycję tę rozpoczęto w 1992 roku, a zakończono ostatecznie w 1996 roku.

## Reforma systemu oświaty
Reforma oświatowa w 1999 roku spowodowała utworzenie w tym obiekcie na bazie szkoły podstawowej także publicznego gimnazjum. Po trzech latach takiego funkcjonowania obie odrębne dotąd placówki połączono z początkiem nowego roku szkolnego w Zespół Szkół Ogólnokształcących w Wolanowie. Zachowano jednak odrębność rad pedagogicznych, rad rodziców i samorządów uczniowskich. Po kolejnej reformie i zlikwidowaniu gimnazjów placówka powróciła do dawnej nazwy i od 1 września 2017 jest ponownie szkołą podstawową.

## Publiczna Szkoła Podstawowa im. Jana Pawła II w Wolanowie

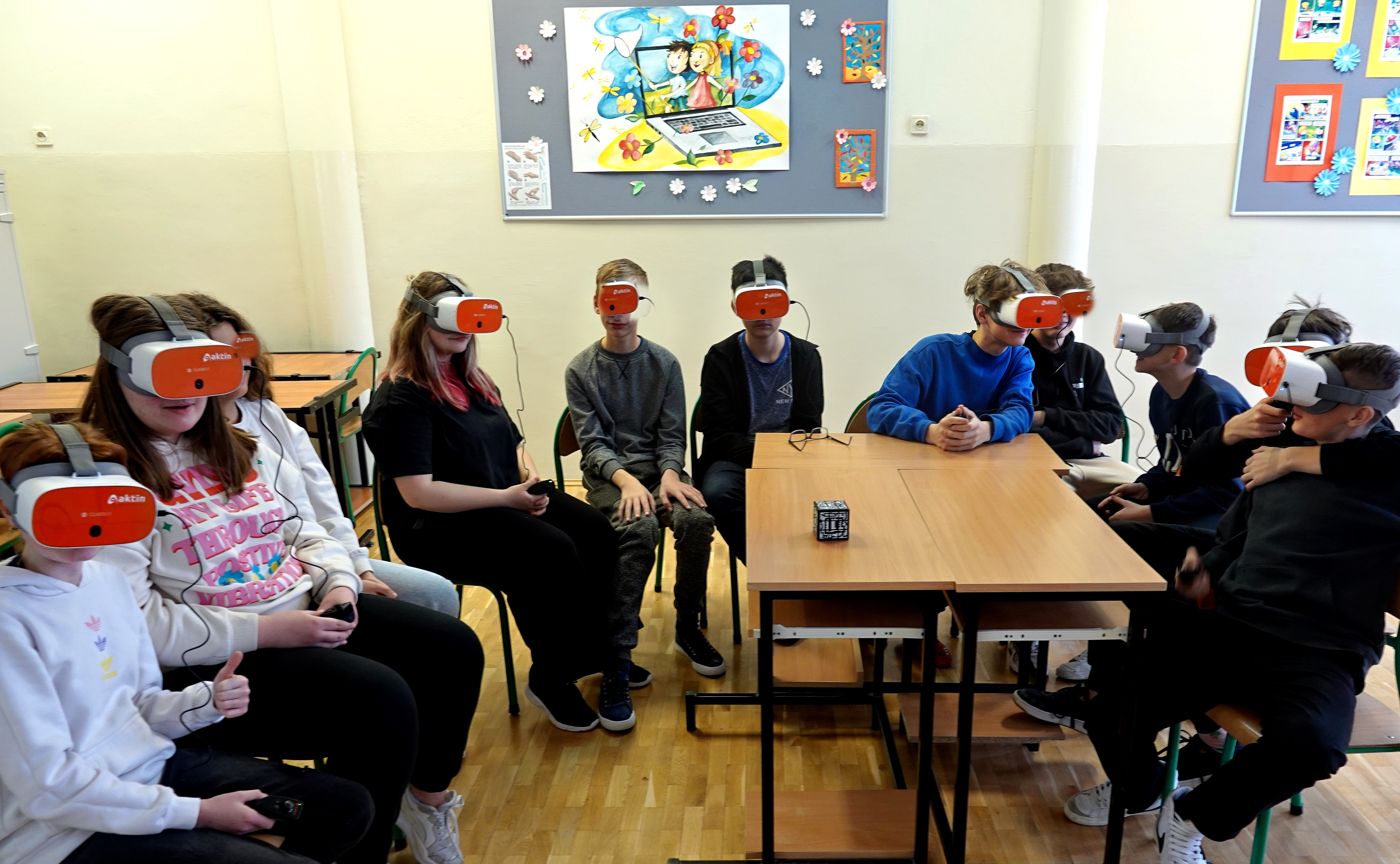
Uczniowie szkoły podczas zajęć lekcyjnych z wirtualnej rzeczywistości VR

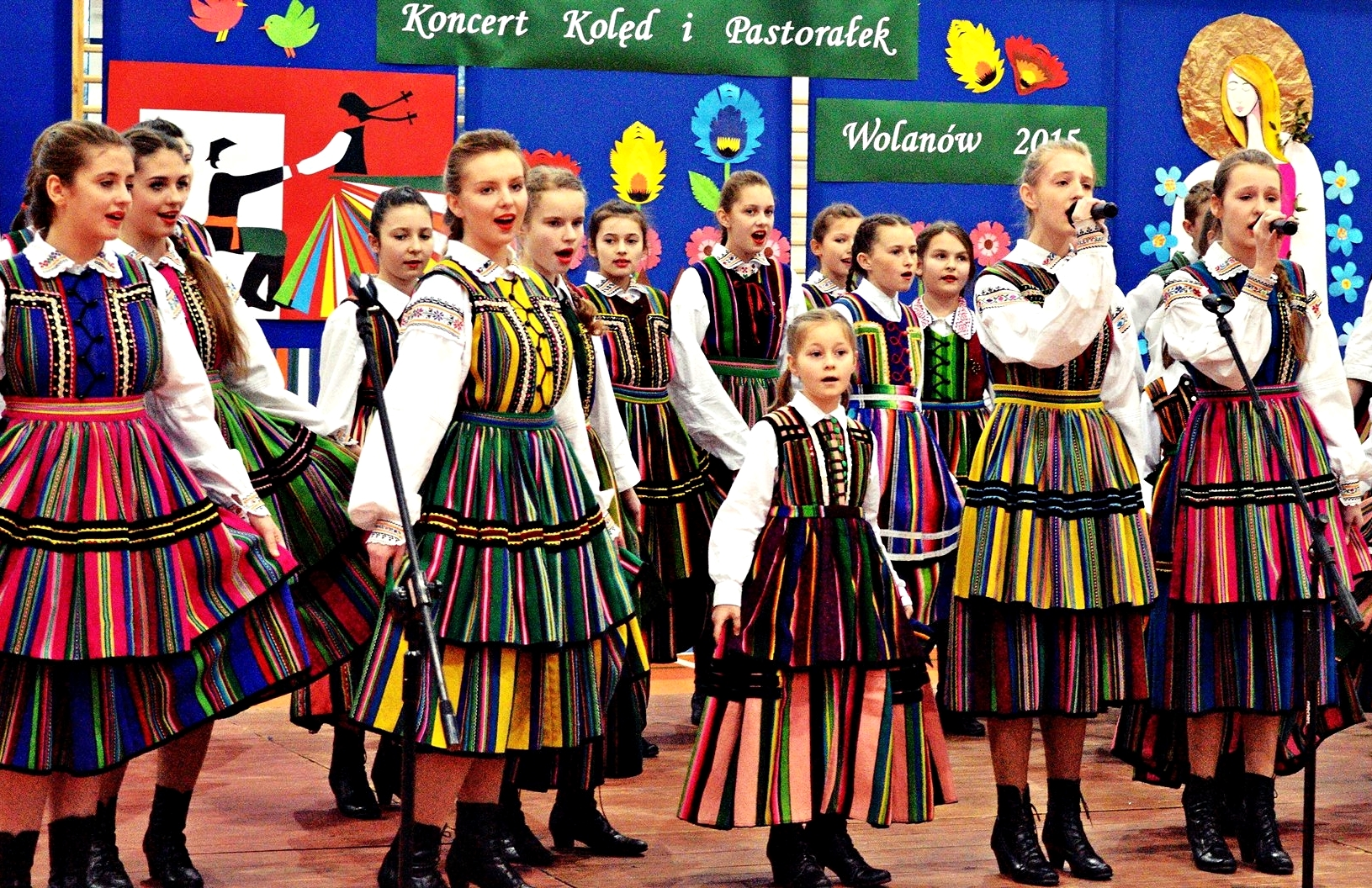
Zespół Ludowy Pieśni i Tańca „Wolanianki” działający w szkole

### Tradycja
Patronem szkoły od 29 września 2020 roku jest papież Jan Paweł II. Szkoła posiada sztandar na którym znajduje się Godło Polski i podobizna patrona szkoły – Jan Paweł II. Sztandar został nadany wraz z nadaniem imienia patrona szkoły.

### Działalność artystyczna
W szkole od 2009 roku funkcjonuje Zespół Ludowy Pieśni i Tańca „Wolanianki”, który bierze udział w licznych regionalnych imprezach, festiwalach i festynach. Zespół odnosi sukcesy w kraju i za granicą. Wydał kilka klipów i płyt ze swoim nagraniami.

### Sport
Szkoła odnosi sukcesy w rozgrywkach piłki siatkowej na poziomie regionalnym i wojewódzkim.

### Osoby związane ze szkołą

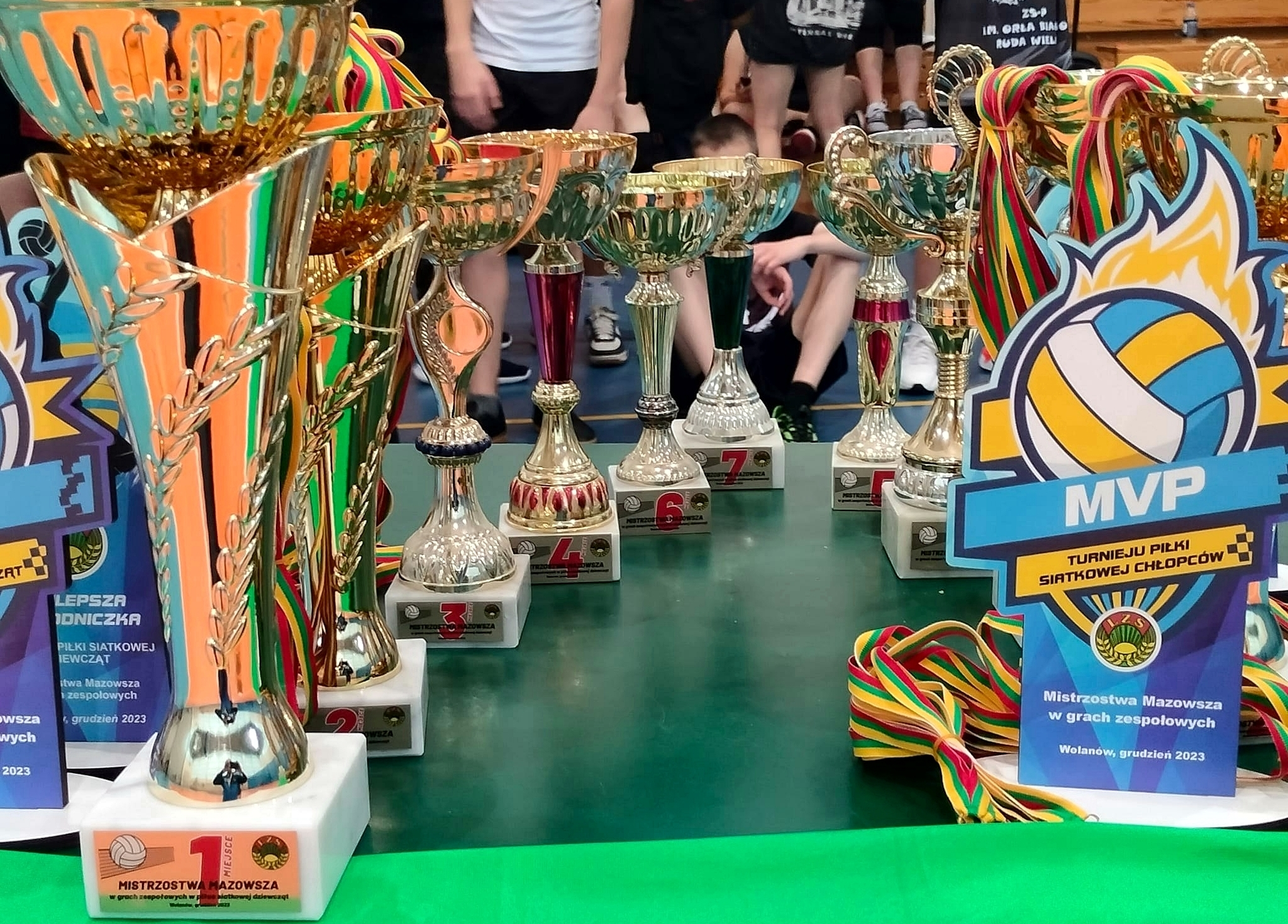
Mistrzostwa Mazowsza w siatkówce chłopców w Publicznej Szkole Podstawowej w Wolanowie

Robert Grudzień, artysta muzyk (organy, fortepian, klawesyn) kompozytor, dyrektor festiwali muzycznych, producent muzyczny i teatralny.

### Absolwenci
- Wojciech Ferens, polski siatkarz grający na pozycji przyjmującego, wieloletni reprezentant Polski[14].